# 21. Międzynarodowy Festiwal Filmowy w Cannes
21. Międzynarodowy Festiwal Filmowy w Cannes miał odbyć się w dniach 10−24 maja 1968 roku, ale z uwagi na wydarzenia maja '68 został przerwany pięć dni przed planowanym zakończeniem, czyli 19 maja. Imprezę otworzył pokaz odrestaurowanej wersji amerykańskiego filmu Przeminęło z wiatrem w reżyserii Victora Fleminga.
Jury pod przewodnictwem francuskiego pisarza André Chamsona nagród nie przyznało. Ze względu na przerwanie imprezy jedynie 11 z 28 konkursowych filmów doczekało się festiwalowej projekcji.

## Jury Konkursu Głównego
- André Chamson, francuski pisarz − przewodniczący jury[2]
- Claude Aveline, francuski pisarz
- Boris von Borresholm, niemiecki reżyser
- Veljko Bulajić, chorwacki reżyser
- Paul Cadéac, francuski producent filmowy
- Jean Lescure, francuski pisarz
- Louis Malle, francuski reżyser
- Jan Nordlander, szwedzki student
- Roman Polański, polski reżyser
- Robiert Rożdiestwienski, rosyjski poeta
- Monica Vitti, włoska aktorka
- Terence Young, brytyjski reżyser